# ステファニー・ブラウン
ステファニー・ブラウン（英: Stephanie Brown）は、DCコミックスの出版するアメリカンコミック『バットマン』に登場する架空のスーパーヒロイン。チャック・ディクソンとトム・ライルによって創造され、1992年の"Detective Comics #647"で初登場した。

## 概要
チャック・ディクソンとトム・ライルによって創造され、"Detective Comics #647"（1992年6月）でアマチュアのクライムファイターとして初登場した。ゴッサム・シティのヴィランであり、父でもあるクルーマスターの計画を阻止する過程でバットマンとティム・ドレイクと出会い「スポイラー」と名乗る。
ティム・ドレイクがロビンを辞めていた時期にステファニーはバットケイブへ侵入してロビンを志願し"Robin #126"（2004年5月）でバットマンから訓練を受け4代目ロビンとなる。しかし、バットマンの指示に従わず行動したことで命の危機にさらされ、それを理由にロビンの役割を解雇される。2004年の『バットマン: ウォーゲーム』でブラックマスクに誘拐され、拷問されたステファニーは助け出されるが死亡する。"Robin vol.2 #173"（2008年6月）にスポイラーとして再び現れ、ステファニーの死はバットマンとの関わりから絶つために担当医のレスリー・トンプキンスによる偽装だったことが明かされる。
バットマンが死亡したと思われていた時期にバットガールとして戦う理由を失ったカサンドラ・カインからコスチュームを渡され、"Batgirl vol.3 #1"（2009年10月）でステファニーは4代目のバットガールとして活動し始める。バーバラ・ゴードンがバットガールに復帰後、ステファニーは再びスポイラーとして活動する。

## 書誌情報

### 翻訳版
- バットマン:エターナル＜上＞（ISBN 978-4-7968-7640-7）

小学館集英社プロダクション刊、2017年1月発売。
- バットマン:エターナル＜下＞（ISBN 978-4-7968-7641-4）

小学館集英社プロダクション刊、2017年7月発売。

### 原語版
| タイトル                       | 収録内容                                                                                               | 刊行日       | ISBN           |
| バットガール                   | バットガール                                                                                           | バットガール | バットガール   |
| ------------------------------ | --- | ------------ | -------------- |
| Batgirl: Batgirl Rising        | Batgirl Vol.3 #1-7                                                                                     | 2010年7月    | 978-1401227234 |
| Batgirl: The Flood             | Batgirl Vol.3 #9-14                                                                                    | 2011年5月    | 978-1401231422 |
| Batgirl: The Lesson            | Batgirl Vol.3 #15-22                                                                                   | 2011年11月   | 978-1401232702 |
|                                | |              |                |
| Batgirl: Stephanie Brown Vol.1 | Batgirl Vol.3 #1-12                                                                                    | 2017年8月    | 978-1401269104 |
| Batgirl: Stephanie Brown Vol.2 | Batgirl Vol.3 #13-24, Bruce Wayne: The Road Home: Batgirl #1 Batman Incorporated: Leviathan Strikes #1 | 2018年3月    | 978-1401277888 |

## スピンオフ
タイニー・タイタンズ
ティーン・タイタンズのメンバーが小学生となった日常を描いた作品。

## 他のメディア

### アニメ
ヤング・ジャスティス (2010年-現在)
声 - メイ・ホイットマン